# Marcus Claudius Marcellus (Feldherr)

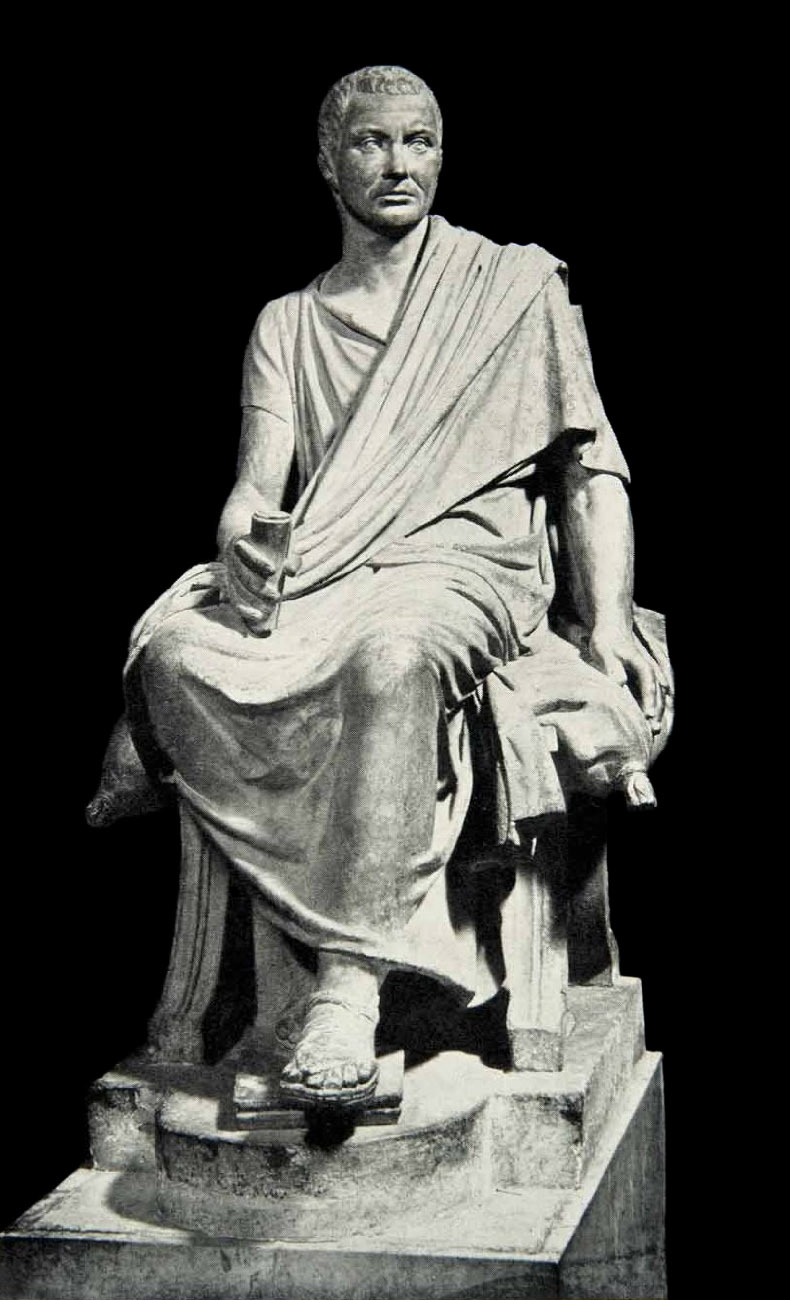
Statue von Marcus Claudius Marcellus (Kapitolinische Museen, Rom)

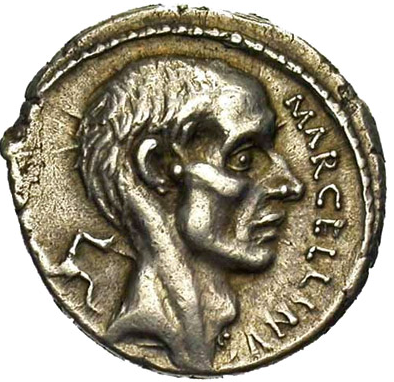
Römischer Denar mit dem Konterfei von Marcus Claudius Marcellus

Marcus Claudius Marcellus (* um 268 v. Chr.; † 208 v. Chr. bei Venusia) war ein römischer Feldherr und fünfmal Konsul. 222 v. Chr. kämpfte er in seinem ersten Konsulat erfolgreich in Norditalien gegen den Stamm der Insubrer. Im Zweiten Punischen Krieg war er neben Quintus Fabius Maximus Verrucosus und Publius Cornelius Scipio Africanus der bedeutendste der römischen Generäle. In der scharf zugespitzten Charakterzeichnung des antiken Philosophen Poseidonios wird Fabius als „Schild“ und Marcellus als „Schwert Roms“ beschrieben. Nach der katastrophalen Niederlage der Römer gegen Hannibal bei Cannae (216 v. Chr.) sicherte Marcellus drei Jahre lang den Raum von Nola in Kampanien. Dann eroberte er 212 v. Chr. Syrakus nach dreijähriger Belagerung, die zu den bekanntesten der Antike zählt. Dabei hatten ihm die vom Mathematiker Archimedes ersonnenen Kriegsmaschinen zu schaffen gemacht, die von den Syrakusern gegen die römischen Belagerer eingesetzt wurden. Marcellus ließ zahlreiche Kunstwerke der eroberten Stadt nach Rom schaffen. Ab 210 v. Chr. kämpfte er in Süditalien, wobei er Hannibal persönlich gegenüberstand. In seinem fünften Konsulat fiel er 208 v. Chr. in einem Hinterhalt.

## Leben

### Frühes Leben
Erhaltene antike Quellen zum Leben von Marcus Claudius Marcellus sind insbesondere die den Hannibal-Krieg beschreibende dritte Dekade des Geschichtswerks Ab urbe condita des römischen Historikers Titus Livius und die von Plutarch verfasste Biographie über ihn. Über sein Leben bis zum Zweiten Punischen Krieg liegen aber nur relativ spärliche Informationen vor; hier ist auch das zweite Buch der Historien des griechischen Geschichtsschreibers Polybios bedeutsam.
Sowohl der Vater als auch der Großvater des Marcellus trugen nach dem Zeugnis der Fasti Capitolini das gleiche Pränomen Marcus. Während sein Vater nicht näher bekannt ist, hatte sein gleichnamiger Großvater 287 v. Chr. das Konsulat inne. Laut Poseidonios war er der erste in seiner Familie, der das Cognomen Marcellus trug, was aber nicht zutrifft.
Über Marcellus’ frühes Leben ist wenig bekannt. Laut Plutarch wurde er seit seiner Jugend militärisch erzogen, nahm im Krieg stets Herausforderungen wie Angebote auch von gefährlichen wirkenden Feinden zum Zweikampf an und sei in diesen immer siegreich gewesen. Als junger Mann nahm er am Ersten Punischen Krieg gegen Karthago teil und rettete das Leben seines Halb- oder Adoptivbruders Otacilius, bei dem es sich wohl um den Prätor von 217 und 214 v. Chr., Titus Otacilius Crassus, handelt. Auch erwarb er sich entsprechend seiner Ausbildung militärische Lorbeeren. Kurz danach erhielt er das sakrale Amt eines Augurs übertragen. Zu höheren politischen Ämtern gelangte er aber offenbar erst in höherem Alter. Auf seinem Cursus honorum bekleidete er zunächst um 226 v. Chr. die kurulische Ädilität und klagte in dieser Eigenschaft den plebejischen Ädil Gaius Scantinius Capitolinus an, da dieser seinem minderjährigen Sohn unsittliche Anträge gemacht habe. In der Folge musste Scantinius eine Geldstrafe bezahlen, die Marcellus zum Kauf silberner Trankopferschalen für die Tempel verwendete. Um 224 v. Chr. wurde er erstmals Prätor.

### Erstes Konsulat
222 v. Chr. wurde Marcellus erstmals, und zwar gemeinsam mit Gnaeus Cornelius Scipio Calvus, zum Konsul gewählt. Die Konsuln setzten durch, dass der Senat ein Friedensangebot des keltischen Volkes der Insubrer, die im Vorjahr von den Römern besiegt worden waren, ablehnte. Die Insubrer warben daraufhin für den bevorstehenden Krieg zahlreiche Kämpfer der Gaesati unter deren Anführer Viridomarus. Der Feldzugsbericht des Polybios ist durch seine Vorliebe für die Familie der Scipionen gefärbt und übergeht Erfolge des Marcellus wie dessen siegreichen Zweikampf gegen Viridomarus, während Plutarch und der von Livius abhängige Historiker Eutropius berechtigterweise stärker die Rolle des Marcellus in diesem Krieg hervorheben.
Die beiden Konsuln begaben sich mit ihren Heeren zum oberitalienischen Kriegsschauplatz, fielen in das Gebiet der Insubrer ein und belagerten zunächst deren Ort Acerrae (heute Gera bei Pizzighettone). Die Insubrer konnten die Einschließung nicht durchbrechen und versuchten die Römer dadurch fortzulocken, dass ihre Söldner den Po überquerten, einen Vorstoß in das Territorium der Anamaren durchführten und den befestigten Ort Clastidium (heute Casteggio) angriffen. Die Konsuln teilten nun ihre Streitmacht. Scipio setzte mit dem Großteil der römischen Armee die Belagerung von Acerrae fort, wohingegen Marcellus mit zahlreichen Reitern und einer geringen Zahl Leichtbewaffneten ebenfalls den Po überschritt. Da sah er sich plötzlich einem kampfbereiten starken Keltenheer gegenüber, das seine Streitmacht zu umzingeln drohte. Er überflügelte aber die gegnerische Armee und tötete im Zweikampf deren Anführer Viridomarus. Die dadurch in Unordnung geratenen Feinde wurden von den Römern zum Po abgedrängt, wobei viele Krieger des Viridomarus im sich dort entspinnenden Gefecht umkamen.
Etwa gleichzeitig mit Marcellus’ Erfolg erstürmte Scipio Acerrae und marschierte daraufhin gegen den Hauptort der Insubrer, Mediolanum (heute Mailand). Die Berichte von Polybios und Plutarch über die nun folgende Einnahme der Stadt sind entgegengesetzt tendenziös gefärbt. Polybios schreibt diesen römischen Erfolg allein Scipio zu, während Plutarch, Eutropius und Zonaras diese Darstellung dahingehend korrigieren, dass beide Konsuln Anteil an der Eroberung Mediolanums hatten, wohin Marcellus nach seinem Sieg bei Clastidium ebenfalls gekommen war. Nach der Kapitulation der Insubrer durfte nur Marcellus einen Triumph über sie abhalten. Zum dritten und letzten Mal in der römischen Geschichte brachte er die spolia opima, die Rüstung des von ihm eigenhändig getöteten gegnerischen Anführers Viridomarus, dem Iuppiter Feretrius dar. Der römische Dichter Gnaeus Naevius schrieb später über dieses Ereignis eine als Clastidium betitelte, bis auf zwei unbedeutende Fragmente verlorene Tragödie. Marcellus hatte in diesem Krieg auch den Gottheiten Virtus und Honos die Errichtung eines Heiligtums gelobt.

### Rolle im Zweiten Punischen Krieg

#### Sicherung von Nola für Rom
In der Anfangsphase des Zweiten Punischen Kriegs, in der Hannibal große militärische Erfolge gegen Rom erfocht, trat Marcellus nicht hervor. Nach der Niederlage des Konsuls Gaius Flaminius in der Schlacht am Trasimenischen See (217 v. Chr.) setzten die Römer auf bewährte Feldherren. Infolgedessen wurde Marcellus für 216 v. Chr. zum zweiten Mal zum Prätor gewählt und sollte den Oberbefehl in Sizilien übernehmen. Als er noch in Ostia mit Rüstungen und der Aufstellung einer Flotte beschäftigt war, erhielt er nach der katastrophalen Niederlage der Römer bei Cannae vom Senat den Auftrag, den Oberbefehl über die Reste des bei Cannae besiegten Heeres in Canusium zu übernehmen. Er schickte 1500 Soldaten, die er für den Feldzug in Sizilien rekrutiert hatte, zur Verstärkung des Schutzes der Hauptstadt nach Rom, sandte außerdem einen anderen Teil seines Heers nach Teanum Sidicinum und eilte mit seinen restlichen Streitkräften nach Canusium.
Da Hannibal nach Kampanien gezogen war, wandte sich Marcellus mit den Überlebenden der Legionen von Cannae ebenfalls dorthin. Er marschierte zunächst nach Casilinum und sammelte hier seine übrigen Truppen. Casilinum lag an der Stelle des heutigen Capua und etwa drei Meilen nordwestlich des antiken Capua. Letzteres, eine bedeutende Stadt Kampaniens, war zu Hannibal übergelaufen und hatte seinem Heer die Tore geöffnet. Der große punische Feldherr versuchte nun auch die Stadt Nola zum Bündnis mit ihm zu bewegen. Die Adligen von Nola standen aber weiterhin auf der Seite Roms und warnten Marcellus durch Boten vor dem drohenden Abfall der Stadt. Nach der Umgehung des vom Feind besetzten Gebiets gelangte der Prätor mit seinen Truppen nach Nola.
Nun ging Marcellus an die Bekämpfung der Bereitschaft von Nolas Bürgern zum Abfall zu Hannibal. Hierzu liegen nur historisch unzuverlässige Berichte römischer Quellen vor. Laut Livius und Plutarch habe der Prätor den einflussreichen jungen Adligen Lucius Bantius, der zu den Puniern hinneigte, durch kluge Behandlung wieder für die Sache der Römer gewonnen. Der kaiserzeitliche Historiker Cassius Dio betont ebenfalls Marcellus’ geschickte Behandlung der schwankenden Bundesgenossen und belegt dies durch einen Bericht über Marcellus’ angebliche Milde gegen einen lukanischen Reiter. Allerdings ergriff der Prätor auch härtere Maßnahmen zur Sicherung der Bundestreue Nolas, indem er über 70 Bürger der Stadt als Verräter hinrichten und ihr Vermögen beschlagnahmen ließ.
Marcellus soll auch durch einen erfolgreichen Ausfall einen Angriff Hannibals auf Nola zurückgeschlagen haben. Der Dichter Silius Italicus sieht in seinem Epos über den Zweiten Punischen Krieg in der Schlacht bei Nola den Wendepunkt von Hannibals Geschick. Nach Ansicht des Althistorikers Friedrich Münzer liegen hier im patriotisch-römischen Sinn aufgebauschte Berichte vor. Sicher sei nur, dass Marcellus durch die rechtzeitige Besetzung von Nola den Abfall dieser Stadt zu Hannibal verhinderte. Ob danach überhaupt ein sofortiger Angriff der Karthager erfolgte, sei ungewiss, und keinesfalls hätten die Römer einen großen Sieg über Hannibal selbst errungen. Unterstützt wird diese These durch die Angabe des zuverlässigen Historikers Polybios, dass Hannibal während seiner Kämpfe in Italien nie geschlagen wurde. Hatte also Marcellus nur einen ersten bescheidenen römischen Erfolg im Hannibal-Krieg errungen, so hatte dieser doch eine bedeutende Wirkung auf die Moral der Römer. Viele römische Autoren werteten aber Marcellus’ Erfolg übertrieben als angebliche erste Niederlage Hannibals.
Den Rest des Jahres 216 v. Chr. blieb Marcellus in Nola und rückte nicht aus, um das von den Puniern angegriffene Casilinum zu entsetzen. Dann ging er zur Berichterstattung und Beratung über die weitere Kriegsstrategie nach Rom. Ihm sollte nun ein eigenständiges Kommando übertragen werden; und obwohl er nur Prätor war, wurde ihm durch Volksbeschluss das Imperium für 215 v. Chr. als prokonsularisches verlängert. Von den beiden designierten Konsuln für 215 v. Chr., Tiberius Sempronius Gracchus und Lucius Postumius Albinus, war Letzterer noch vor Amtsantritt gefallen, und Marcellus wurde als Suffektkonsul nachgewählt. Gegen das Herkommen wären damit aber beide Konsuln Plebejer gewesen, und Marcellus’ Wahl wurde wegen angeblich ungünstiger Vorzeichen von den Auguren annulliert. Statt ihm wurde Quintus Fabius Maximus Verrucosus zum dritten Mal zum Konsul gewählt. Marcellus behielt mit prokonsularischem Imperium den Oberbefehl in Nola. Von der dort stationierten Armee wurden die Legionen von Cannae nach Sizilien verlegt.
Gemäß der unzuverlässigen Darstellung der erhaltenen Quellen unternahm Marcellus 215 v. Chr. Plünderungszüge nach Samnium, die Hannibal angeblich zu einer neuen Attacke auf Nola veranlassten. Marcellus soll aber den Angriff wiederum abgewehrt und dabei Hannibal in einer zweiten Schlacht ein weiteres Mal besiegt haben. Die angeblichen Verluste der Punier werden übertrieben hoch angegeben. Auch seien diesmal numidische und spanische Reiter auf die Seite der Römer gewechselt. Friedrich Münzer meint, dass als glaubhafter Kern dieser Berichte höchstens die Behauptung Nolas durch Marcellus, von ihm durchgeführte Beutezüge und eventuell ein erfolgreiches Gefecht gegen eine kleinere karthagische Armee übrigbleibt.
Marcellus wurde für 214 v. Chr. zum dritten Mal und Quintus Fabius Maximus Verrucosus zum vierten Mal zum Konsul gewählt. Ende 215 v. Chr. hatte Marcellus seine Streitkräfte bis auf die Besatzung Nolas entlassen. Ungeachtet der Tatsache, dass also eine Garnison in Nola verblieb, soll dessen Plebs Anfang 214 v. Chr. ähnlich zwei Jahre zuvor den Abfall zu Hannibal beabsichtigt, der Stadtsenat Marcellus um Hilfe ersucht und dieser rechtzeitig Nola besetzt haben. Anschließend soll der Konsul zum dritten Mal erfolgreich gegen die Truppen Hannibals gekämpft haben; nur das Ausbleiben der von seinem Legaten Gaius Claudius Nero kommandierten römischen Kavallerie habe ihn an der Verfolgung der zurückweichenden Karthager gehindert. Diese Kämpfe bei Nola werden nur von Livius berichtet, während sie die anderen erhaltenen Quellen nicht kennen. Nach der Ansicht von Friedrich Münzer ist sie wohl unhistorisch und von einem römischen Annalisten erfunden. Der Hannibal-Biograph Serge Lancel geht dagegen davon aus, dass Marcellus 214 v. Chr. tatsächlich zum dritten Mal einen karthagischen Angriff auf Nola abwehrte.
Dagegen gelang Marcellus 214 v. Chr. gemeinsam mit seinem Amtsgenossen Fabius die Rückeroberung des von Hannibal erstürmten Casilinum. Wegen hoher römischer Verluste wollte Fabius zunächst die Belagerung dieser Festung abbrechen, ließ sich aber von Marcellus zur Fortführung ihrer Blockade überreden. Nachdem Fabius den Kampanern, die hauptsächlich die Garnison Casilinums bildeten, freien Abzug versprochen hatte, ließ Marcellus sie beim Verlassen der Stadt überfallen. Auch ordnete er die Besetzung des Tors an, durch das die Kampaner hatten abziehen wollen, so dass die Römer von hier aus in Casilinum einzudringen vermochten. 50 Kampaner der Garnison seien unter Fabius’ Schutz nach Capua entkommen. Marcellus kehrte nach Nola zurück, erkrankte aber und blieb daher zunächst dort.

#### Erste Kämpfe auf Sizilien
Nach seiner Genesung begab sich Marcellus auf Befehl des Senats noch im Herbst 214 v. Chr. nach Sizilien. Über seine Feldzüge auf dieser Insel ist der ausführlichste und wichtigste erhaltene antike Bericht jener von Livius, der hauptsächlich auf den glaubwürdigen Historiker Polybios zurückgeht. Livius flocht aber bisweilen Zusätze aus unzuverlässigen römischen Annalisten ein und ließ sich chronologische und topographische Ungenauigkeiten zuschulden kommen. Vom originalen polybianischen Bericht liegen vor allem Fragmente seiner Darstellung der Belagerung von Syrakus vor.
In Syrakus war bei Marcellus’ Eintreffen auf Sizilien die prorömische Partei an der Macht. Diese hatte sich des wichtigsten zu Hannibal haltenden Politikers der Stadt, Hippokrates, entledigt, indem sie ihn mit 4000 Söldnern und römischen Überläufern nach Leontinoi schickte. Die syrakusischen Römerfreunde nahmen Verhandlungen mit Marcellus auf. Da aber die Garnison von Leontinoi die Römer zu bekriegen begann und deren Provinzialland verheerte, sprach Marcellus von Friedensbruch und marschierte gegen Leontinoi. Er erstürmte die Stadt und ließ nach römischem Kriegsrecht zweitausend römische Deserteure auspeitschen und hinrichten. Hippokrates und sein Bruder Epikydes konnten fliehen und das von der prorömischen Partei gegen Leontinoi entsandte syrakusische Heer durch die übertriebene Schilderung der von den Römern in der eroberten Stadt begangenen Gewalttaten für sich gewinnen. Die Brüder kehrten mit diesem Heer nach Syrakus zurück und erreichten durch Aufhetzung der Einwohner, dass die bedeutende Stadt zu Hannibal überging. Sofort zog Marcellus gegen Syrakus und begann dessen Belagerung.

#### Belagerung von Syrakus; Züge durch Sizilien
Entgegen dem zeitlichen Ansatz von Livius dürfte der erste – erfolglose – römische Versuch zur Erstürmung von Syrakus erst Anfang 213 v. Chr. begonnen haben. Marcellus sollte mit großen Schiffen den Stadtteil Achradina angreifen, dessen Mauern sich bis ans Meer erstreckten. Dem Proprätor Appius Claudius Pulcher fiel die Leitung des Angriffs von der Landseite her zu. Der geniale Mathematiker Archimedes, der als Chefingenieur maßgeblich zur Perfektionierung der Verteidigungsanlagen von Syrakus beigetragen hatte, ersann aber stets neue und wirksamere Geschütze und andere für die Antike auf hohem technischen Niveau stehende Kriegsmaschinen, die alle Angriffsversuche der Römer zunichtemachten. Wenn etwa Marcellus mehrere jeweils paarweise zusammengebundene Fünfruderer, die hohe Turmaufbauten besaßen und mit Bogenschützen und Speerwerfern bemannt waren, gegen die Stadtmauer anrudern ließ, vermochten die Verteidiger mit von Archimedes konstruierten Wurfmaschinen weitgehend die Anlandung der römischen Schiffe zu verhindern. Laut Polybios konnte Marcellus trotzdem über seinen Misserfolg lachen. Auch Appius Claudius blieb bei seinen landseitigen Sturmversuchen erfolglos.
Marcellus gab nun den direkten Angriff auf und begann eine umfassende achtmonatige Blockade von Syrakus, die von der zweiten Hälfte des Jahres 213 v. Chr. bis in den Frühling 212 v. Chr. andauerte, aber wegen der großen Ausdehnung der Stadt nur unvollständig durchführbar war. Während Appius Claudius mit zwei Drittel der römischen Armee Syrakus belagerte, zog Marcellus mit dem restlichen Heer gegen die mit Hannibal sympathisierenden sizilischen Städte. Diese hatten durch den erfolgreichen Widerstand von Syrakus und die Landung starker karthagischer Streitkräfte Auftrieb erhalten. Heloros und Herbesos mussten kapitulieren, und Megara wurde nach seiner Eroberung zerstört. Noch vor Marcellus’ Ankunft besetzte hingegen der karthagische Heerführer Himilkon die Stadt Agrigent. Marcellus zersprengte aber bei Akrillai (heute Acate) zehntausend von Hippokrates angeführte Syrakusaner, die sich zu den Puniern durchzuschlagen versuchten. Nur Hippokrates konnte mit der Reiterei zum karthagischen Lager gelangen. Rom und Karthago schickten sodann Verstärkungen nach Sizilien. So erhielt Marcellus weitere Kriegsschiffe; und außerdem wurde ihm eine zusätzliche Legion geschickt, die in Panormos (heute Palermo) anlegte. Er unternahm neue Kriegszügen durch Sizilien, um die Bereitschaft der dortigen Bevölkerung zum Abfall zu unterminieren, hatte sie doch etwa die wichtige Stadt Murgantia den Karthagern übergeben. Der römische Präfekt Lucius Pinarius ließ zur Sicherung des festen Platzes Enna auf bloßen Verdacht hin zahlreiche von dessen Einwohnern massakrieren, was Marcellus nachträglich billigte, aber viele Insulaner zu Hannibal überlaufen ließ.

#### Eroberung von Syrakus
In seinem in Leon nahe Syrakus für den Winter von 213 auf 212 v. Chr. errichteten Lager empfing Marcellus das Gesuch einer Delegation der Legionen von Cannae, unter seiner Führung kämpfen und dadurch die Schmach ihrer früheren Niederlage gegen Hannibal tilgen zu dürfen. Er trat für ihren Wunsch beim Senat ein, der ebenfalls zustimmte. Auch wurde Marcellus für 212 v. Chr. mit dem Titel eines Prokonsuls das Imperium verlängert.
Die Römer entdeckten nun in Strandnähe eine Schwachstelle in der hier besonders niedrigen nördlichen Mauer von Syrakus. Sie nutzten im Frühling 212 v. Chr. die Sorglosigkeit der Einwohner während eines von diesen begangenen Artemis-Festes, zumal Marcellus von einem Überläufer erfahren hatte, dass die Syrakusaner bei dieser Feier viel Wein konsumieren würden. Während des Fests erklomm nachts ein römischer Trupp mittels Sturmleitern die Schwachstelle der Mauer, schritt an ihr entlang bis zum großen Stadttor Hexapylon und öffnete es der draußen wartenden Armee. Die Römer besetzten den Stadtteil Epipolai und brachten die damit zusammenhängenden Viertel Neapolis und Tyche ebenfalls unter ihre Kontrolle. Marcellus seien, als er von den eroberten Vierteln auf die große, glänzende Stadt herabschaute, die Tränen gekommen. Er gab seinen Soldaten die eingenommenen Stadtteile größtenteils zur Plünderung preis, verlangte von ihnen aber die Schonung des Lebens der Einwohner.
Nun begann Marcellus Verhandlungen, damit ihm der östlich des eroberten Epipolai gelegene, durch starke Mauern geschützte Stadtteil Achradina sowie das westlich gelegene, stark befestigte Kastell Euryalos übergeben würden. Die Besatzung von Achradina, zu der viele römische Deserteure gehörten, versperrte sich den Friedensangeboten. Auch der Befehlshaber des Euryalos setzte zuerst auf die Ankunft karthagischer Entsatztruppen und verschleppte die Verhandlungen, kapitulierte aber schließlich. Der karthagische Flottenführer Bomilkar kam nun von Karthago mit Verstärkungen nach Syrakus. Hippokrates erhielt den Oberbefehl über ein von römerfeindlichen sizilischen Städten aufgestelltes Heer, das mit der von Himilkon befehligten punischen Armee vereinigt wurde. Eine daraufhin zu Land und zu Wasser unternommene Attacke auf die Römer konnten diese abwehren. Im Hochsommer 212 v. Chr. brach in der Gegend die Malaria aus, die das punische Entsatzheer in den sumpfigen Niederungen am Anapos wesentlich stärker befiel als die Römer in den hochgelegenen Stadtteilen. Der Großteil der punischen Soldaten und ihre Kommandanten Himilkon und Hippokrates erlagen der Seuche. Eine von Karthago entsandte Kriegs- und Proviantflotte kehrte aus ungeklärten Gründen wieder um. Daraufhin unterwarf sich jener Teil Siziliens, der früher zum Reich des Königs Hieron II. von Syrakus gehört hatte, den Römern.
Auch wegen Lebensmittelmangels schienen nun die Verhandlungen mit der Besatzung des syrakusischen Stadtteils Achradina ebenfalls zum Ziel zu führen; sie wurden aber von den dort stationierten fremden Söldnern und römischen Überläufern torpediert. Marcellus konnte endlich einen der Söldnerführer, den Spanier Moericus, auf seine Seite ziehen und zum Verrat anstiften. Zum Schein griff er Achradina an, zu dessen Schutz die meisten Verteidiger herbeieilten. Inzwischen gewährte Moericus römischen Streitkräften Zugang zur Insel Ortygia, die mit dem Stadtteil Achradina durch einen schmalen Isthmus verbunden war. Nach der Besetzung von Ortygia konnte Achradina nicht mehr verteidigt werden. Damit die römischen Deserteure nicht erbitterten Widerstand leisteten, ließ Marcellus sie entkommen. Die Syrakusaner ergaben sich, nachdem ihre Stadt insgesamt drei Jahre belagert worden war.
Wie bei der Einnahme von Epipolai verlangte Marcellus von seinen Soldaten die Schonung des Lebens der Einwohner, was aber vielfach nicht eingehalten wurde. So wurde der greise Archimedes erschlagen, was der römische Feldherr sehr bedauerte. Syrakus wurde von den Römern stark ausgeplündert, und Marcellus ließ zahlreiche Kunstschätze nach Rom schaffen, das erste Auftreten einer später üblichen Praxis der Kriegsbeute. Von seinem Kunstraub datierte der Luxus in Rom, wofür ihn später Cato und Polybios tadelten. In seinem eigenen Haus soll Marcellus von der Beute nur ein Planetarium des Archimedes aufgestellt haben. Allerdings stiftete er viele luxuriöse Beutestücke dem von ihm erneut gelobten Tempel an der Porta Capena und anderen römischen Heiligtümern.

#### Letzte Kämpfe auf Sizilien; Abhaltung einer Ovatio
Für 211 v. Chr. wurde Marcellus sein prokonsularisches Imperium für Sizilien erneut verlängert. Nach der Eroberung von Syrakus hatte ganz Ostsizilien kapituliert. Er diktierte den Städten je nach ihrer politischen Einstellung die Friedensbedingungen. Die sizilischen Städte bemühten sich ihrerseits um die Erlangung günstiger Konditionen und um deren Einhaltung. Laut Poseidonios soll Marcellus die prokarthagisch gesinnte Stadt Engyon auf Bitten ihres führenden Bürgers Nikias, der wegen seiner prorömischen Haltung zu dem römischen Feldherrn hatte fliehen müssen, verschont haben.
Inzwischen hatte der von Hannibal gesandte Reiterführer Myttones mit numidischer Kavallerie Streifzüge durch Sizilien unternommen. Auch Hanno und Epikydes verließen das von ihnen besetzte Agrigent und rückten an den südlichen Himera-Fluss (heute Fiume Salso) vor. Marcellus stieß hier auf die punischen Feldherren und erlitt mehrmals in kleinen Gefechten Schlappen gegen Myttones. Als dieser aber wegen einer Meuterei seiner Numider abwesend war, mussten Hanno und Epikydes eine schwere Niederlage gegen den römischen Feldherrn einstecken. So kehrte Marcellus siegreich nach Syrakus zurück und begab sich im Spätsommer 211 v. Chr. wieder nach Rom, ohne den Krieg in Sizilien völlig beendet zu haben.
Marcellus verlangte nun, einen Triumph abhalten zu dürfen. Auch beschwerte er sich, dass er sein Heer auf Sizilien lassen musste. Er hatte aber viele Neider und Gegner wie den wohl zum Scipionen-Kreis gehörenden Marcus Cornelius Cethegus, der ihm im Oberkommando über Sizilien gefolgt war und Klagen der Sikeler gegen Marcellus unterstützte. Daher durfte Marcellus auf Anweisung des Senats keinen Triumph, sondern nur eine Ovatio abhalten. Er war enttäuscht und zog zuerst in triumphaler Prozession zum Jupitertempel auf dem Mons Albanus (heute Monte Cavo). Während der Ovatio präsentierte er dann den Römern die kostbare Beute aus Syrakus.

#### Kämpfe gegen Hannibal in Süditalien
Livius ist die Hauptquelle für die letzten Lebensjahre des Marcellus und verherrlicht ihn in seinen diesbezüglichen Berichten. Er griff aber hierbei auf unzuverlässige römische Annalisten (vielleicht Valerius Antias) zurück. Daher lässt sich die letzte Lebensphase des römischen Feldherrn nur unsicher beschreiben.
Zum vierten Mal erhielt Marcellus das Konsulat 210 v. Chr. Dieses höchste Staatsamt trat er vor der Ankunft des zweiten Konsuls Marcus Valerius Laevinus an. Seine erste Amtshandlung war die Untersuchung einer Brandstiftung. Nachdem Laevinus nach Rom gekommen war, erhielt Marcellus bei der Provinzverteilung durch Los erneut Sizilien. Die dortigen Einwohner hatten aber Vorwürfe wegen seiner rigorosen Amtsführung vorgebracht. Damit die Beschwerden unparteiisch geprüft werden konnten, tauschte Marcellus von sich aus seine Provinz mit jener des Laevinus, womit ihm der Krieg gegen Hannibal in Italien zufiel. Zuerst führte aber Laevinus den Vorsitz bei den Verhandlungen gegen Marcellus vor dem Senat. Die Gesandten der Sikeler erhoben schwere Klagen gegen Marcellus, die auch dessen Gegner unterstützten. Bei seiner Verteidigung berief sich Marcellus auf den Kriegsbrauch. Der Senat bestätigte Marcellus’ Verfügungen, wies aber den nun nach Sizilien abgehenden Laevinus an, das Los der Syrakusaner zu mildern. Die abgewiesenen Ankläger bemühten sich um eine Aussöhnung mit Marcellus und beschlossen für ihn hohe Ehren. So stellten die Syrakusaner ihre Stadt unter die Schutzherrschaft von Marcellus und seinen Nachfahren und errichteten ihm Statuen. Noch bis in die Zeit des Redners Marcus Tullius Cicero, mehr als 100 Jahre nach Marcellus’ Tod, wurde in Syrakus jährlich ein Fest zu seinen Ehren veranstaltet.
Die beiden Konsuln waren nach der Beendigung des Senatsverfahrens gegen Marcellus noch einige Zeit mit den Rüstungen beschäftigt. U. a. musste eine freiwillige Anleihe der Bürger für den Flottenbau aufgebracht werden. Anschließend reiste Marcellus zu seinen Truppen in Apulien und knüpfte Verbindungen mit jenen Orten an, die noch zu den Puniern hielten. Durch den Verrat des römischen Parteigängers Blattius wurde ihm Salapia in die Hände gespielt. Der Konsul ließ hier 500 numidische Reiter, die zu Hannibals Elitetruppen zählten, niedermetzeln. Dann zog er nach Samnium und bemächtigte sich dort zweier von karthagischen Garnisonen besetzten Orte mit reichen Vorratslagern Hannibals.
Die durch Marcellus erlittenen Verluste glich Hannibal durch seinen Sieg über den Prokonsul Gnaeus Fulvius Centumalus bei Herdonia wieder aus. Deshalb zog Marcellus nun Hannibal entgegen, um ihn zum Kampf zu stellen. Zwischen ihnen kam es zur Schlacht bei Numistro in Lukanien. Laut Livius und dem ihm folgenden Plutarch hätten die Kämpfe zwischen den Heeren der beiden Feldherren bis zum Anbruch der Nacht gedauert. Keine Seite habe einen Sieg erringen können. Nach diesem unentschiedenen Ausgang habe Hannibal am nächsten Tag den Kampf nicht wieder aufnehmen wollen und sei in der folgenden Nacht abgezogen, was Marcellus als eigenen Erfolg gewertet habe. Bei der Verfolgung Hannibals bis Venusia habe Marcellus den feindlichen Truppen in kleinen Gefechten weiteren Schaden zugefügt. Dagegen berichtet Sextus Iulius Frontinus, der eine Sammlung militärischer Kriegslisten verfasste, dass Hannibal vor dem Kampf für seine Soldaten einen guten Platz aussuchte, in der seine Flanke durch Mulden und steile Straßen geschützt war. Dadurch habe er einen Sieg über Marcellus errungen. Der Althistoriker Friedrich Münzer schließt sich Frontinus an und glaubt, dass Marcellus eine Schlappe gegen Hannibal erlitt. Jedenfalls blieb Marcellus in Hannibals Nähe. Auch als der Senat mit seinem nach Rom gereisten Mitkonsul in Streit geriet und Marcellus aufforderte, den durch Plebiszit zum Diktator für die Durchführung von Wahlen bestimmten Quintus Fulvius Flaccus zu ernennen, erledigte Marcellus diese Anordnung in seinem Kriegslager.
Auch 209 v. Chr. behielt Marcellus sein prokonsularisches Kommando. Der zum fünften Mal zum Konsul gewählte Quintus Fabius Maximus hatte in diesem Jahr die Aufgabe, Tarent zu erobern, während sein Amtskollege Quintus Fulvius Flaccus Hannibal in Bruttium binden sollte. Marcellus war aber die aktivere Rolle zugedacht, ständig Kontakt mit Hannibal zu suchen und ihn so von einem Hilfszug nach Tarent abzuhalten. Im Frühling 209 v. Chr. zog daher Marcellus nach Canusium, um Hannibal zum Kampf zu stellen. Nach dem ausführlichen Bericht des Livius, dem Plutarch folgt, habe Marcellus am ersten Tag der Schlacht bei Canusium dem punischen Feldherrn ein unentschiedenes Treffen geliefert, am zweiten Tag eine schwere Niederlage erlitten und daraufhin seine Soldaten durch eine lange Rede und strenge Strafen zu größtmöglicher Kräfteanspannung motiviert. Durch dieses Manöver habe er erreicht, dass die Römer am dritten Tag Hannibal nach harten Kämpfen schwer schlugen. Auf Seite der Karthager seien 8000 Männer gefallen, und Hannibal habe sich nach Bruttium zurückziehen müssen. Allerdings habe auch die römische Armee hohe Verluste zu beklagen gehabt, sodass es Marcellus nicht möglich gewesen sei, Hannibal zu verfolgen.
Friedrich Münzer glaubt nicht an den von Livius geschilderten Sieg des Marcellus über Hannibal. Der Erzählung des römischen Geschichtsschreibers liege die Darstellung des unzuverlässigen Annalisten Valerius Antias zugrunde, der den Schlachtbericht durch erfundene Details und Übertreibungen zugunsten des Marcellus abgeändert habe. Als Beleg für seine Ansicht führt Münzer an, dass es bei einer deutlichen Niederlage Hannibals unverständlich sei, dass dieser dann nach seinem raschen Zug nach Bruttium das bedrohte Caulonia befreien und danach ungehindert nach Tarent ziehen konnte. Jedenfalls hatte aber Marcellus erreicht, dass Hannibal zu spät kam, um Tarent zu Hilfe zu eilen, da diese Stadt bereits durch Verrat gefallen war.
Marcellus blieb im Sommer 209 v. Chr., offenbar wegen seiner schweren Verluste gegen Hannibal, untätig in seinem Lager bei Venusia, während Hannibal ungehindert quer durch Süditalien hin- und herzog. Dies war u. a. der Inhalt der Anklagen des Volkstribunen Gaius Publicius Bibulus, die dieser Ende 209 v, Chr. gegen Marcellus erhob. In der Folge stellte Bibulus den Antrag, dass Marcellus das Kommando entzogen werden solle. Die Verhandlung wurde erst nach Marcellus’ Ankunft in Rom geführt. Der Prokonsul verteidigte sich erfolgreich und erreichte nicht nur die Ablehnung des tribunizischen Antrags durch das Volk, sondern auch seine Wahl zum Konsul für 208 v. Chr., welches höchste Staatsamt er dann zum fünften Mal bekleidete.

#### Tod
Noch als designierter Konsul ging Marcellus im Auftrag des Senats nach Etrurien, um in Arretium ausgebrochene Unruhen niederzuwerfen. Dann trat er Anfang 208 v. Chr. sein fünftes Konsulat an und erhielt Titus Quinctius Crispinus zum Amtskollegen. Beiden Konsuln wurde Italien als Provinz zugewiesen. Marcellus hatte aber zuerst religiöse Pflichten in Rom zu erledigen. Sein schon lange abgegebenes Gelübde, einen Tempel für Honos und Virtus zu erbauen, wollte er dadurch erfüllen, indem er den von Quintus Fabius Maximus errichteten Honos-Tempel renovierte und diesen zusätzlich mit einem Bild der Virtus ausstattete. Wegen eines Einspruchs der Pontifices hatte er jedoch der Virtus ein eigenes Heiligtum an der Porta Capena zu errichten, das mit dem von Fabius erbauten Tempel verbunden war. In beiden Heiligtümern wurden aus Syrakus weggeschaffte Kunstwerke aufgestellt. Da Marcellus noch in seinem fünften Konsulat zu Tode kam, fiel später seinem Sohn die Vollziehung der Weihung des von ihm in Auftrag gegebenen Virtus-Tempels zu.
Nach der Erledigung seiner religiösen Aufgaben begab sich Marcellus zu seinen Truppen nach Venusia, wohin auch Crispinus mit seinem Heer kam. Beide Konsuln wollten mit vereinten Streitkräften Hannibal eine entscheidende Schlacht liefern. Ihre beiden etwa 4 km voneinander entfernten Lager schlugen sie in der Gegend zwischen Venusia und Bantia (heute Banzi) an der Grenze von Apulien und Lukanien auf und erwarteten den Anmarsch Hannibals.
Der punische Feldherr wich einem Kampf mit den vereinten Heeren der Konsuln aus, und es kam nur zu leichten Gefechtsberührungen mit unterschiedlichem Erfolg. Die Konsuln ordneten die Wiederaufnahme der Belagerung von Lokroi an, doch wurden die zu diesem Zweck von Tarent nach Lokroi geschickten Truppen durch eine von Hannibal entsandte Heeresabteilung empfindlich geschlagen. Zwischen dem römischen und karthagischen Lager befand sich ein Hügel, den zunächst keine der gegnerischen Armeen besetzt hatte. Bald aber versteckte sich ein Trupp Numider auf Befehl Hannibals im Wald am Fuß des Hügels, um anmarschierenden Feinden aufzulauern. Auf Vorschlag des Marcellus beschlossen dann die Konsuln, gemeinsam die dem karthagischen Lager zugewandte Seite des Hügels auszukundschaften. Sie brachen mit nur etwa 250 Reitern zur Rekognoszierung auf, ritten auf einem gut einsehbaren Weg den Hügel hinauf und gerieten in den Hinterhalt. Die unter ihnen postierten Numider marschierten schräg den Abhang hinauf, schnitten den Konsuln den Rückweg ab und griffen sie an. Laut Livius sei der Großteil von Marcellus’ Reitern Etrusker gewesen, und diese wären beim feindlichen Angriff bald geflohen. Marcellus wurde durch einen Lanzenwurf getötet, ebenso auch ein Teil der bewaffneten Begleitung der Konsuln niedergemacht oder gefangen genommen. Dem Rest gelang die Flucht, darunter Marcellus’ gleichnamigem Sohn und dem schwer verwundeten Mitkonsul Crispinus.
Über die Einzelheiten von Marcellus’ Todesumständen gab es laut Livius voneinander abweichende Berichte. Als Beispiel führt er Lucius Coelius Antipater an, der eine Monographie über den Zweiten Punischen Krieg verfasste und drei verschiedene Versionen über Marcellus’ Tod brachte. Für eine der von ihm erwähnten Varianten stützte sich Coelius auf die Leichenrede, die Marcellus’ Sohn seinem Vater hielt. Der Kriegshistoriker Appian bietet eine von den übrigen differierende, aber wenig brauchbare Darstellung.
Hannibal zog der Leiche des gefallenen Konsuls, der ein Alter von mehr als 60 Jahren erreicht hatte, den Siegelring ab, um sich dessen zu einer Kriegslist zu bedienen. Er ließ den Leichnam verbrennen und gewährte dem Toten nach dem übereinstimmenden Zeugnis aller Quellen ein ehrenvolles Begräbnis. In einer Urne übersandte er die Asche des Verstorbenen dessen Sohn. Laut Plutarch gab es hierüber abweichende Berichte. Gemäß der einen Version versuchten Numider, die Urne zu entwenden, und beim daraus entstehenden Kampf sei die Asche verstreut worden; der anderen zufolge sei die Urne unversehrt Marcellus’ Sohn übergeben und von diesem prächtig bestattet worden.